# Epanthidium sanguineum
Epanthidium sanguineum är en biart som först beskrevs av Heinrich Friese 1908.  Epanthidium sanguineum ingår i släktet Epanthidium och familjen buksamlarbin. Inga underarter finns listade i Catalogue of Life.